# Amalda bathamae
Amalda bathamae är en snäckart som först beskrevs av Dell 1956.  Amalda bathamae ingår i släktet Amalda och familjen Olividae. Inga underarter finns listade i Catalogue of Life.